# 丁力騏
丁力騏（1974年8月17日—），台灣男演員。

## 演藝經歷
丁力騏畢業於淡江大學國際貿易系（今國際企業系）。原為紡織銷售員，1997年起全職投入平面廣告模特兒工作。拍攝廣告之餘，他亦亮相於電視單元劇及情境短劇。演藝事業早期，他為增加收入兼職，包括送瓦斯桶、開計程車，以及在酒吧擔任調酒師。

## 外部連結
- 丁力騏的Facebook專頁
- 丁力騏的Instagram帳戶